# La Sauvetat (Gers)
La Sauvetat is een gemeente in het Franse departement Gers (regio Occitanie) en telt 349 inwoners (2004). De plaats maakt deel uit van het arrondissement Condom.

## Geografie
De oppervlakte van La Sauvetat bedraagt 28,5 km², de bevolkingsdichtheid is 12,2 inwoners per km².
De onderstaande kaart toont de ligging van La Sauvetat (Gers) met de belangrijkste infrastructuur en aangrenzende gemeenten.

## Demografie
Onderstaande figuur toont het verloop van het inwonertal (bron: INSEE-tellingen).